# Haselhorst
Haselhorst, Berlin-Haselhorst – dzielnica (Ortsteil) Berlina w okręgu administracyjnym Spandau. Od 1 października 1920 w granicach miasta.

## Transport
Przez dzielnicę przebiega linia U7 metra ze stacjami:
- Zitadelle
- Haselhorst
- Paulsternstraße